# Teatre infantil i juvenil a Catalunya
El teatre infantil i juvenil té una llarga tradició a Catalunya. Al principi del segle XX es van crear els primers elencs infantils als centres i societats teatrals. El teatre infantil neix amb Apel·les Mestres i Adrià Gual amb l'escenificació de rondalles (En Joan de l'Os i En Jordi Flama, respectivament). Són ells qui inicien una tradició en la qual trobem altres noms com l'Àngel Guimerà (La Santa Espina), en Manuel Rocamora (La pomera dels nois), o d'Ambrosi Carrion (Els esclops de la sort) fins que apareix Josep Maria Folch i Torres, autor d'una cinquantena d'obres amb milers de representacions arreu de Catalunya. La desfeta cultural de resultes de la Guerra Civil, la precarietat econòmica posterior dels empresaris teatrals i la seva manca de sensibilitat pel que fa a les possibilitats del teatre infantil va degradar el gènere i va fer que aquestes representacions passessin a tenir un caràcter de teloner i es fessin a primera hora de la tarda, a cuita-corrents, pels mateixos actors que a continuació duien a terme les funcions per als adults. Els circuits teatrals per a infants i joves són un fenomen que va sorgir a la dècada dels seixanta i des d'aleshores s'han desenvolupat tot un seguit de propostes per articular no només el teatre, sinó el conjunt de les arts de l'espectacle destinades a aquest públic. Un públic que s'ha diversificat fins al punt que ja no es pot parlar només de teatre per a infants i joves, sinó de teatre per a tots els públics.

## Cavall Fort
El punt de partida és l'any 1960, quan l'Agrupació Dramàtica de Barcelona va inaugurar una secció de teatre infantil, L'Esquirol, dirigida per Conxa Farré, Mercè Llimona i un equip de col·laboradors. El projecte inicial era un repertori infantil d'obres que es representaven al Centre Parroquial de Sarrià i en altres llocs fins al 1964.
Al final dels anys seixanta es van organitzar els cicles de Cavall Fort. Sorgits de la revista infantil homònima, des del 1967, primer al Romea i posteriorment també en diverses comarques catalanes (Segrià, Noguera, etcètera), els cicles de Cavall Fort pretenien oferir un teatre per a nois i noies en català i de qualitat. La revista, des d'un bon principi, es va interessar pel teatre i va maldar per fer arribar als lectors certs aspectes de la història, de l'experiència i de la pràctica teatral catalana. L'aparició dels cicles va respondre a la voluntat de la revista d'exercir de promotora teatral. En cap moment es va plantejar la creació d'una companyia pròpia, sinó que es va optar per oferir la possibilitat a les ja existents de gaudir d'un espai teatral compartit on mostrar les produccions.
El teatre dels cicles de Cavall Fort no va ser ni de lluny un subproducte teatral. Va ser un teatre de qualitat que va comptar amb la participació de professionals de primer ordre com Maria Aurèlia Capmany, Ovidi Montllor, Francesc Nel·lo i Ventosa, Josep Maria Benet i Jornet, Guillem d'Efak o Fabià Puigserver, entre molts altres. Als cicles hi van participar companyies com La Faràndula, que durant els vint anys precedents ja s'havia especialitzat en el teatre per a infants, això sí, des d'una òptica molt diferent, amb una aposta de teatre tradicional, amb decorats realistes i una interpretació naturalista. També hi va participar la Companyia l'Òliba, nascuda el 1967 i que encarnava els valors del nou teatre independent. Cal destacar també la participació d'altres companyies de l'escena independent barcelonina que, en aquell moment i en els anys que havien de venir, seran referents del conjunt del teatre català, com la de l'Escola d'Art Dramàtic Adrià Gual o U de Circ.

## Diversificació
Els cicles de Cavall Fort es van perllongar fins al 1987. Aquesta primera llavor cultural va fructificar en noves iniciatives que la seguirien als anys setanta i vuitanta del mateix segle. El 1973 es va crear l'empresa Enllaç, dedicada a la promoció de la cultura catalana en general. L'activitat que va tenir més èxit va ser la promoció del teatre infantil. Arran d'aquesta empresa va sorgir a Terrassa el mateix any el Moviment Rialles de Catalunya. Aquesta entitat sense ànim de lucre estava íntegrament dedicada a promocionar i organitzar espectacles infantils i juvenils (teatre, titelles, cinema, animació al carrer, etcètera) en llengua catalana.
El 1976, el Moviment va deixar l'àmbit local i des d'aleshores s'ha articulat i estès a diverses poblacions, a partir de grups locals de voluntaris que organitzen gairebé cada cap de setmana espectacles de tipus lúdic i formatiu per a joves i infants. La teranyina s'ha escampat fins al punt de cobrir tot el Principat, inclosa la Catalunya del Nord, des del 2002. Fruit d'una escissió majoritària de l'entitat, el 1995 va néixer la Fundació La Xarxa, que ha esdevingut els darrers anys el màxim referent del sector, amb activitats anuals com la Marató de Contes, celebrada normalment al Romea o al TNC i destinada a recaptar fons per a altres entitats sense ànim de lucre que tracten problemàtiques relacionades amb la joventut i la infantesa.
Paral·lelament a aquest procés, el 1990 es va fundar la Mostra de Teatre Infantil i Juvenil d'Igualada impulsada pel Moviment Rialles. Aquest va guiar la mostra fins al 1995, any en què va passar a les mans de la Fundació La Xarxa. Al mateix temps, Rialles va crear una segona mostra a Cerdanyola del Vallès. Aquesta situació de duplicitat es va mantenir fins que el 2006, a instàncies de l'Ajuntament d'Igualada i de l'Institut Català d'Indústries Culturals de la Generalitat (ICIC), i d'acord amb ambdues entitats, la mostra es va reunificar en una de sola amb seu a Igualada. Actualment, la mostra funciona com a punt de trobada per als professionals del sector, tant d'espai d'exhibició com de lloc de compravenda d'espectacles, i proveeix de programació els municipis dels Països Catalans, sense tancar la porta, però, a les produccions internacionals.
En paral·lel al desenvolupament del Moviment Rialles, als anys setanta del segle passat hi va haver altres iniciatives no menys transcendents com, per exemple, la creació el 1977 de la campanya de la Fundació La Caixa 'La Caixa a les escoles' i de la Coordinadora d'Espectacles Infantils als Barris. La primera d'aquestes dues iniciatives, que va durar del 1977 al 1987, va ser un intent de posar a l'abast de les escoles la ciència, l'art i el teatre. Es va portar a terme tant al Principat com a les Illes Balears i va donar un impuls definitiu a les companyies de teatre infantil. Tot i la seva vida relativament curta, va servir per consolidar projectes com el de La Trepa, que el 1989 fundaria el Jove Teatre Regina, únic local de Barcelona actualment actiu amb una programació permanent de teatre infantil i juvenil.
La Coordinadora d'Espectacles Infantils als Barris té l'origen en la unió de set entitats barcelonines amb l'objectiu de lluitar contra les importants mancances culturals existents en el camp del lleure infantil i juvenil en els barris respectius. Després de la dictadura, el moviment associatiu, tant veïnal com de pares i mares d'alumnes i juvenil, va prendre una gran embranzida. Es presentava una conjuntura única i es comptava amb una important experiència prèvia. Per una banda, hi havia l'oportunitat de bastir nous espais autònoms de participació ciutadana i, per l'altra, les noves institucions democràtiques maldaven per recuperar una iniciativa de base en barris i ciutats.
La coordinadora va començar programant espectacles i cinema en català. La primera gran fita va ser la creació de la Tamborinada, la festa anual de l'entitat. El 1984, la coordinadora va ampliar el radi d'acció, es va estendre per tot Catalunya i va canviar el nom pel de La Roda d'Espectacles Infantils i Juvenils als Barris. Van començar a col·laborar-hi moltes entitats: esplais, associacions de veïns i centres culturals, entre d'altres, especialment les de barris perifèrics de poblacions amb problemes socioeconòmics estructurals. La Roda va desenvolupar una programació mensual basada en tots els gèneres: animació, màgia, circ, titelles i música, amb un especial èmfasi en la recuperació de les festes populars del país com el Carnestoltes o la revetlla de Sant Joan. Actualment, consta de més de cent entitats, esplais, centres culturals i associacions juvenils que eduquen els joves i els infants en els valors de la solidaritat i de la convivència.

## Professionalització
Amb el trànsit del segle XX al XXI, es va produir un moviment entre els professionals del sector, tant els més veterans com els més novells, a favor de la dignificació del teatre infantil, a partir d'unes noves premisses. Aquestes van sorgir arran de la presa de consciència de la manca de consideració social del seu treball, fins i tot dins de la professió. Paradoxalment, però, cada vegada aquest tipus de teatre té més cabuda en els grans equipaments teatrals públics i privats. En conseqüència, es planteja que, si bé d'una banda cal exigir un mínim de qualitat i de professionalitat a les produccions, de l'altra aquest tipus de teatre ha de deixar de ser considerat 'infantil', entès aquest concepte com a reduccionista, i s'ha de passar a denominar 'familiar' o 'per a tots els públics'. Fruit d'aquests nous principis va sorgir l'any 2000 l'Associació Professional de Teatre per a Tots els Públics (TTP).
La TTP neix de la unió d'actors, músics, mags, ballarins, pallassos i titellaires de Catalunya que busquen dignificar el sector davant la manca de sensibilitat de les institucions públiques i de les difícils condicions de producció a les quals moltes vegades es veuen sotmesos. Per resoldre aquesta problemàtica, però, per a l'associació és imprescindible vetllar per la qualitat dels espectacles i per les condicions de representació, amb uns mínims de dignitat i de professionalitat. A juny de 2018, l'associació compta amb quaranta-sis companyies adherides.
Fora de l'àmbit del Principat, hi ha hagut també altres iniciatives. Per exemple, pel que fa a Mallorca, des de l'any 2003 existeix l'associació sense ànim de lucre Sa Xerxa. Aquesta associació, sota l'empara de l'Obra Social de Sa Nostra i del Consell de Mallorca, ha desenvolupat una intensa tasca en favor del teatre infantil i juvenil. Entre les diferents activitats que ha dut a terme destaca l'impuls de la Fira de Teatre Infantil i Juvenil de les Illes Balears a Vilafranca de Bonany, i també el premi Bòtil, d'adaptació de textos literaris, o el premi Guillem d'Efak de creació de textos dramàtics, ambdós orientats també al públic infantil i juvenil.

### Recerca i pràctica
El Grup de Recerca en Arts Escèniques de la UAB (GRAE) va dedicar diversos simposis dedicats a la perspectiva del teatre infantil i juvenil actual amb 4 publicacions que recullen aspectes tant pràctics com teòrics del treball escènic amb nens i joves.c
Vegeu també el Codi de Bones Pràctiques Professionals a les arts escèniques i musicals per a infants i joveseab i el Pla Integral de les arts escèniques i musicals per a tots els públics (2011-2018)
Vegeu també Institut Ramon Llull. Arts Escèniques. Teatre per a tots els públics